# 卡里姆·佐比
卡里姆·佐比（Karim El-Zoghby，1977年2月15日—）是一名埃及馬術運動員，主攻場地障礙賽項目。他曾獲得地中海運動會個人場地障礙賽季軍。他也參加過2008年、2012年和2016年三屆夏季奧運。

## 外部連結
- FEI （页面存档备份，存于）